# 11 juin 2011
Le samedi 11 juin est le 162e jour de l'année 2011.

## Décès
- Robert de Boissonneaux de Chevigny, Évêque français émérite de Nouakchott, Mauritanie[1].
- Christian Collardot, Athlète français (saut en longueur)[2].
- Gunnar Fischer, Cinéaste (directeur de la photographie) suédois[3].
- Eliyahu M. Goldratt, Physicien israélien théoricien et consultant en gestion de projets[4].
- Martine Kelly, Actrice française.
- Kurt Nielsen, Joueur de tennis danois[5].
- Seth Putnam (en), Musicien américain de grindcore (Anal Cunt)[6].
- Raúl Marcelo Pacífico Scozzina (en), Évêque argentin émérite de Formose[7].

## Événements
- Début des 24 heures du Mans 2011.
- Le SLUC Nancy remporte son second titre de champion de France en battant Cholet Basket sur le score de 76 à 74. John Linehan, qui remporte son second titre consécutif après sa victoire avec Cholet lors de la saison précédente, inscrit le panier décisif et est nommé MVP de la rencontre.
- Jacques Chirac déclare qu'il votera pour François Hollande lors des prochaines élections présidentielles françaises[8].
- Un double attentat fait au moins 39 morts et des dizaines de blessés dans un supermarché de Peshawar au Pakistan[9].